# Фертл (Минесота)
Фертл (енгл. Fertile) град је у америчкој савезној држави Минесота.

## Демографија
По попису из 2010. године број становника је 842, што је 51 (-5,7%) становника мање него 2000. године.
| Група             | 2000.       | 2010.       |
| Белци             | 864 (96,8%) | 811 (96,3%) |
| Афроамериканци    | 0 (0,0%)    | 3 (0,4%)    |
| Азијати           | 3 (0,3%)    | 3 (0,4%)    |
| Хиспаноамериканци | 12 (1,3%)   | 11 (1,3%)   |
| Укупно            | 893         | 842         |